# Tricocefaloză
Tricocefaloza [Din greaca thrix, trikhos (τριχ, τριχός)  = fir de par + kephale (κεϕαλή) = cap + osis (ωσις) = boală neinflamatorie] sau trichiuriaza, tricuroza [Din greaca thrix, trikhos (τριχ, τριχός) = fir de par + oura (οὐρά) = coadă + osis (ωσις) = boală neinflamatorie] este o boală parazitară cosmopolită, mai răspândită în zonele calde și umede, cu transmitere orofecală, afectând în principal copiii, cauzată de prezența în intestinul gros de tricocefali (Trichuris trichiura), care produc leziuni ale mucoasei intestinale, determinând în cazurile de infestație masivă (țările tropicale) diaree, dureri abdominale, vome, anemie, uneori prolaps rectal sau  este asimptomatică în cazurile de infestație redusă (Europa).
Tricocefaloza umană este cauzata de Trichuris trichiura, un parazit care aparține familiei tricuridelor (Trichuridae). Trichuris suis și Trichuris vulpis contaminează foarte rar oamenii. Acesta este o verminoză cosmopolită, foarte frecventă în lume, afectând mai mult de un miliard de persoane, mai răspândită în țările sărace din zonele calde și umede, cu transmitere orofecală, afectând în principal copiii și este favorizată de o igiena precară și sărăcie. Este puțin simptomatică  sau asimptomatică  în infestarea redusă, cu mai puțin de 100 viermi. Simptomele apar în cazurile de infestare masive cu câteva sute sau chiar mii de viermi, și sunt în principal digestive, însoțite de dureri abdominale, diaree, constipație, grețuri și vome. Diagnosticul este confirmat cu ușurință prin punerea în evidență a ouălor la examenul parazitologic al scaunului. Tratamentul cu benzimidazoli este foarte eficient și bine tolerat. Aceasta trebuie însoțită de măsuri de igienă care vizează lupta împotriva contaminării fecale.

## Epidemiologie

### Agentul patogen
Tricocefalii  sunt helminți care fac parte din familia Trichuridae, fiind prima dată descriși de Roederer în 1761.
Roederer în 1761 a conceput numele de Trichuris ("coada în fir de păr"), pe baza  înțelegerii greșite a morfologiei. Genul a fost redenumit în Trichocephalos ("cap în fir de păr") de către Goeze în 1782, și modificat în Trichocephalus de Schrank în 1788. Ambele denumiri generice sunt în uz comun. 
Există mai multe specii de tricocefali parazite a unor mamifere, printre care o specie - Trichuris trichiura – care este un parazit important al oamenilor. Trichuris trichiura este de asemenea parazit al maimuțelor Lumii Vechi (Cercopithecidae) și Lumii Noi (Cebidae și Callitrichidae). Ouăle de Trichuris trichiura au fost găsite într-o mumie glaciară ce avea o vechime de mai mult de 5000 de ani , și viermele a coexistat probabil cu oamenii pentru timp îndelungat, el probabil a coevoluat cu omenirea ca un parazit al strămoșilor noștri antropoizi. Trichuris trichiura (Linnaeus, 1771) este dependent de om. Trichuris suis (Schrank, 1788), parazit al porcului și Trichuris vulpis (Froelich, 1789), parazit al câinelui, sunt rareori implicați în tricocefalozele umane. 
Viermii adulți de Trichuris trichiura, sunt de culoare albă sau roz murdară, masculul  măsoară 30-45 mm,  femela este mai mai mare și măsoară 35-50 mm. Ei includ o parte anterioară cefalică efilată , de aproximativ 100 μm în diametru, care conține esofagul, și o porțiune caudală mai mare, de aproximativ 500 μm în diametru, care conține intestinul și aparatul reproducător. Raportul dintre lungimea părții anterioare efilate și lungimea totală a viermelui este de 3/5 pentru mascul și 1/2 pentru femelă. Parazitul are extremitatea posterioară curbată ventral într-o buclă de 360°. 
Gura este orbiculară și reprezintă o simpla deschidere, lipsită de buze. Cavitatea bucală este mică și este prevăzută cu o lancetă minusculă. Esofagul este foarte lung, ocupând aproximativ două treimi din lungimea corpului, și constă dintr-un tub cu pereți subțiri, înconjurată de glande unicelulare mari, numite sticocite. Întreaga structură este adesea descrisă ca un sticozom. Extremitatea anterioară a esofagului este parțial musculoasă și lipsită de stihocite. Orificiul anal este situat terminal.
Suprafața ventrală a regiunii esofagiene are o bandă largă de pori minusculi, care duc la celule glandulare și neglandulare subiacente. Această banda bacilară specializată a epidermului este tipică pentru ordinul Trichinellida. Deși funcția celulelor din banda bacilară este necunoscută, ultrastructura lor sugerează că celulele glandulare pot avea un rol în reglarea osmotică sau ionică, iar celulele neglandulare pot avea un rol în formarea cuticulei și depozitarea alimentelor.
Ambele sexe au o singură gonadă. Sistemul excretor este absent.
Masculul la extremitatea posterioară a corpului se curbează în spirala, concavitatea spirei corespunde feței dorsale; are doar un singur testicul și un singur spicul de 2 mm lungime, înconjurat de o teacă sau prepuț acoperit pe toată lungimea sa de spini mici deși și ascuțiți. Ductul ejaculator se unește cu intestinul anterior la cloacă. 
Femela la extremitatea posterioară arcuată  simplu, posedă un singur ovar, vulva se află la originea porțiunii îngroșate a corpului, aproape de joncțiunea dintre esofag și intestin; uterul este torsadat și conține numeroase ouă neembrionate, în formă de lămâie, cu un dop operculat proeminent la fiecare pol.
Ouăle au o forma destul de caracteristică: de culoare galben-portocaliu, acestea sunt ovoide, măsoară 50-65 × 23-30 μm, posedă o coajă groasă brună și un dop mucos la cei 2 poli, oferindu-le un aspect de "lămâie". Ele nu sunt embrionate (nu sunt infectante) în materiile fecale proaspăt emise . Dopul mucos de la poli reprezintă  niște proeminențe albe, compuse din microfibrile mucoide.
Alte specii de tricocefali adulți se disting de Trichuris trichiura prin forma și ornamentația tecii spiculului la masculi, și prin forma uterului și vaginului la femele.

### Rezervorul paraziților
Tricocefalii sunt paraziți ai intestinului gros și mai ales a cecului și apendicelui la mamifere.
Rezervorul de paraziți al Trichuris trichiura este reprezentată în special de om și mai rar de maimuțe și lemurieni. Găinile și porcii pot servi probabil ca gazde intermediare. Trichuris trichiura poate aparent supraviețui și să se reproducă la câini; accesul câinilor la fecale umane poate duce la diseminarea de către câini a T. trichiura. Tricocefalul porcului, Trichuris suis, și tricocefalul câinelui, Trichuris vulpis, pot rareori contamina omul. 
Există, pe de altă parte, alte rezervoare ale paraziților în funcție de speciile de tricocefali: Trichuris affinis la ovine și caprine, Trichuris unguiculata la iepurele de casă și la iepurele sălbatic, Trichuris muris la șoareci.

### Ciclu de viață

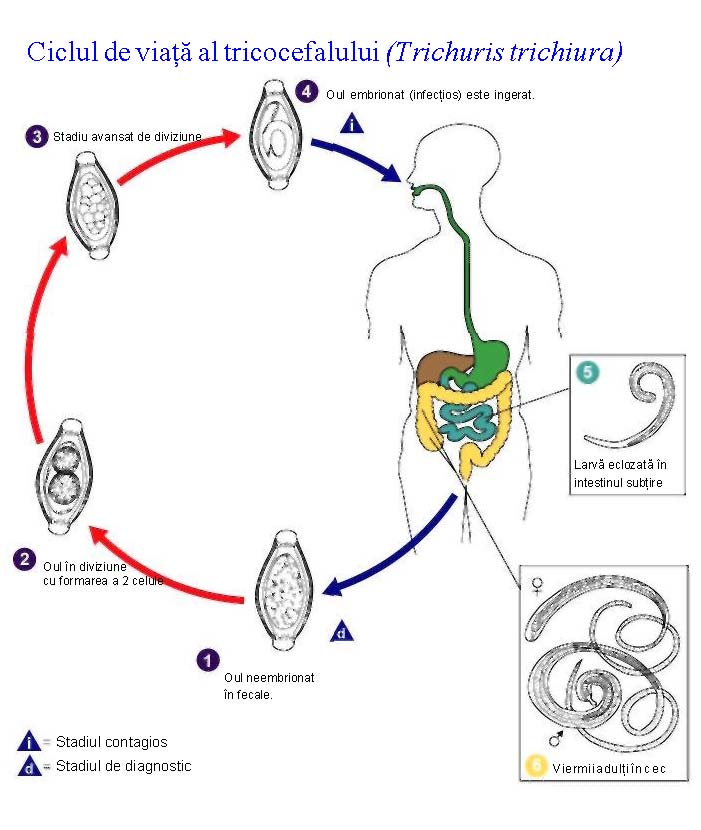
Ciclul de viață al tricocefalului (Trichuris trichiura).

Fiecare femelă după copulație produce 3000 - 20.000 de oua pe zi, timp de cinci ani. Ouăle sunt eliminate în materiile fecale, conțin numai o celulă și nu sunt, prin urmare, infestante.
Embrionizarea (formarea embrionului) decurge lent în mediul exterior (sol), și oul nu devine infestant decât la 6-12 luni. În țările calde, e suficient doar 3-4 săptămâni pentru embrion ca să ajungă la talia sa definitivă. Datorită cojii groase care îl înconjoară, el poate rezista la frig și îngheț. Ouăle pot rămâne vii și infestante pe parcursul mai multor ani, uneori mai mult de 5 ani, într-un sol umed și umbrit, dar sunt distruse prin uscare. Sub - 9° C și peste +52° C ele pier. Oul infestant conține o larva (aflată în stadiul L1 larvar).
Contaminarea umană se face prin ingestia ouălor embrionate prezente pe fructele sau legumele contaminate sau în apa murdară sau prin intermediul mâinilor murdare sau prin geofagie, în special în rândul copiilor și handicapaților mintali din zonele endemice. Rolul muștelor a fost evocat în diseminarea ouălor și contaminarea alimentelor.
În tubul digestiv, coaja oului este digerată de către sucul gastric și pancreatic, eliberând larva L1 (eclozarea). Larvele cresc și năpârlesc de 3 ori, formând 3 stadii larvare succesive (L2, L3, L4). Stadiul larvar L4 se transformă în viermele adult. Procesul de maturizare necesită aproximativ 30-90 de zile după ingestia ouălor.
Nici un studiu asupra primelor stadii ale dezvoltării larvare în duoden la om nu au fost efectuate, și observațiile făcute la animalele sunt controversate: există o fază tranzitoriei în timpul căreia larvele penetrează în mucoasa duodenului, unde ele rămân timp de 8 zile înainte de a trece din nou în lumenul intestinal. Apoi, larva coboară în cec unde ea se transformă  în vierme adult după fazele finale de dezvoltare. 
În cec viermele penetrează celule din baza criptelor Lieberkühn și se fixează sub epiteliu și în straturile superficiale ale corionului mucos prin extremitatea efilată anterioară și săpă un tunel în interiorul epiteliului cu ajutorul unui stilet situat la nivelul cavității bucale și al enzimelor citolitice.  În procesul de maturizare  a  viermelui, porțiunea posterioara îngroșată iese afară din epiteliu și proeminează în lumenul intestinal, facilitând copulația și ponta.  Extremitatea anterioară subțire rămâne înglobată în mucoasa intestinului, și viermele în esență este un parazit tisular. Viermii se hrănesc cu epiteliu intestinal, dar pot de asemenea ingera eritrocite, leucocite și alte celule atunci când ei reușesc să penetreze sub membrana bazală. Paraziții pot supraviețui în organismul uman mai mulți ani.

### Transmiterea parazitului
T. trichiura se transmite indirect. Contaminarea umană se face prin ingestia ouălor embrionate prezente pe fructele sau legumele contaminate sau în apa poluată cu dejecții umane, prin pulberea de sol sau prin intermediul mâinilor murdare sau prin geofagie, în special în rândul copiilor și handicapaților mintali în zonele endemice.
Rolul muștelor a fost evocat în diseminarea ouălor și contaminarea alimentelor. Găinile, porcii și câini pot servi probabil ca gazde intermediare.
Infecția cu tricocefali este o veritabilă  maladie a contaminării cu fecale și este favorizată de lipsa apei, insalubritate și utilizarea îngrășămintelor umane, standardele scăzute de sanitație, în care fecale umane sunt depozitate pe sol și o combinație de condiții fizice, care permit supraviețuirea și dezvoltare oului: un climat cald, ploi și umiditate abundente, menținerea umidității în sol și umbră deasă. Geofagia, o practică care poate fi frecventă și comună mai ales în rândul copiilor din zonele endemice, pare a fi un factor important în transmiterea bolii în aceste regiuni. 
Receptivitatea fața de infestarea cu tricocefali este generală, însă copiii între 5 și 14 ani sunt mai frecvent afectați, urmare a nerespectării regulilor de igienă cotidiană sau a geofagiei. Analiza recentă a înlănțuirii genice după scanarea întregului genom a arătat că doi loci a caracterelor cantitative de pe cromozomii 9 și 18 pot fi responsabili pentru susceptibilitatea la infecția cu Trichuris trichiura la unele persoane predispuse genetic.
Factorii favorizanți ai contaminării sunt:
- lipsa igienei;
- sărăcia și promiscuitatea;
- apa contaminată;
- utilizarea îngrășămintelor umane;
- dispersia dejecțiilor umane în natură.

### Repartiția geografică. Prevalența
date absente
     mai puțin de 5
     5-10
     10-15
     15-20
     20-25
     25-30
     30-35
     35-40
     40-45
     45-50
     50-60
     mai mult de 60

Anii de viață ajustați cu incapacitate pentru tricocefaloză pe 100,000 locuitori în 2002.
date absente
mai puțin de 5
5-10
10-15
15-20
20-25
25-30
30-35
35-40
40-45
45-50
50-60
mai mult de 60

Verminoză cosmopolită, infecția cu tricocefal este totuși mai frecventă în regiunile tropicale și subtropicale calde și umede, cu o frecvență ridicată în sezonul cald.
Se estimează că peste un miliard de persoane sunt purtători de Trichuris pe toată planeta, inclusiv mai mult de 100 de milioane de copii de vârstă preșcolară și mai mult de 200 de milioane de copii școlarizați de 5-14 ani . Grupa de vârstă cea mai afectată este 5-14 ani, dar este întâlnit și la copii mai mici. Prevalența la copii poate ajunge la mai mult de 90% în unele regiuni endemice. Cel puțin 27 milioane copii de vârstă școlară sunt infectați în Africa Subsahariană, 36 milioane în India, 42 milioane în China, 39 milioane în America Latină și Caraibe. Prevalența la adulți este scăzută.
De regulă, tricocefaloza este mai frecvent întâlnită în zona rurală și suburbană, în special în regiunile agricole suprapopulate, cu standard socioeconomic scăzut în care facilitățile sanitare lipsesc. În țările dezvoltate, prevalența a scăzut considerabil grație ameliorării condițiilor  de igienă. În SUA tricocefaloza are o prevalența scăzută de 1,2%, însă este comună  în  zona rurală din sud-est, unde se presupune că 2,2 milioane de persoane sunt infestate, având o prevalență de până la 20% - 25%, în special la copii mici.
Deși, în general, coextensivă în distribuția geografică cu Ascaris lumbricoides, Trichuris trichiura este mai sensibil la efectele deshidratării și luminii solare directe. Adesea sunt prezente în același timp infestarea cu ascaride și tricocefali.
Tricocefaloza apare endemic în colectivitățile de copii din zone cu sanitație deficitară, și sporadic poate fi prezentă în oricare arie geografică.

## Fiziopatologie
Paraziții și leziunile produse de ei în majoritatea cazurilor se limitează la zona cecală, totuși în infecțiile masive este implicat și ileonul sau colonul în întregime, inclusiv rectul. Destul de frecvent paraziții pătrund și în apendice, unde provoacă o inflamație ușoară, exprimată clinic printr-o apendicită cronică sau acută    .
În infecțiile ușoare nu se observă existența vreunui răspuns celular sub membrana bazală a enterocitelor lezate. În infecțiile masive însă, penetrarea viermilor adulți în mucoasa intestinală antrenează o inflamație, cu o infiltrarea limfoplasmocitară și eozinofilică, iar în unele cazuri apar și focare necrotice și hemoragice cu sufuziuni hemoragice. Aceste modificări nu depășesc de obicei musculara mucoasei
Viermii se hrănesc cu epiteliu intestinal, dar pot de asemenea ingera eritrocite (hematofagie), leucocite și alte celule atunci când ei reușesc să penetreze sub membrana bazală. Tricocefalii consumă aproximativ 0,005 ml de sânge pe zi pentru fiecare parazit, ceea ce înseamnă de 50 de ori mai puțin decât în anchilostomiază; acest fapt indică că cantitatea de sânge care se pierde în tricocefaloză este de cele mai multe ori nesemnificativă. Însă hematofagia poate fi responsabilă de spolierea sangvină și anemie, în special în infestările masive, cu peste 1000 de viermi la copiii care au un dezechilibru în metabolismul fierului. 
Gena mecanică și leziunile mecanice a mucoasei diminuează resorbția apoasă la nivelul colonului; pe de altă parte, iritarea terminațiilor nervoase poate provoca un hiperperistaltism intestinal, și va fi responsabilă de un prolaps rectal, patognomonic pentru tricocefaloză. 
Lezarea epiteliului mucoasei intestinale poate crea porți de intrare pentru bacterii (Shigella) și protozoare intestinale (Entamoeba histolytica), care provoacă ulcerații. Infestarea cu Trichuris trichiura poate exacerba colita cauzată de infecția cu Campylobacter jejuni. 

### Relația gazdă-parazit. Aspecte imunologice
Infecția cu Trichuris trichiura antrenează o reacție de sensibilizare antigenică specifică, bazată pe formarea unui complex celular pentru prezentarea antigenului: celula prezentatoare de antigen - limfocitul B - limfocitul T CD4+ (limfocitul T helper). Aceasta induce un răspuns imunologic celular și / sau umoral în funcție de citokinele produse. 
Anticorpii specifici produși sunt imunoglobuline IgG, mai ales subclasele IgG1 și IgG4, și IgE. Se remarcă, de asemenea, producția de citokine, din care interleukina 10 și factorul de necroză tumorală α (TNF-α).
La nivelul mucoasei colonului, reacțiile celulare de hipersensibilitate imediată (degranularea intensă a mastocitelor și producția de histamină, concentrația forte de IgE) nu sunt suficiente pentru a antrena expulzarea viermilor. La persoanele cu infecții severe, mucoasa intestinală este inflamată, edematoasă și friabilă, crește numărul de macrofage în lamina proprie care produc factorul de necroza tumorală-α  (TNF-α). .
La copii cu infecții moderate sau severe, nivelurile sistemice crescute ale TNF-α pot contribui la întârzierea creșterii și afectarea funcției cognitive.
Sindromul dizenteric cu Trichuris asociat cu infecțiile severe este considerat a fi în parte datorită răspunsului imun din faza acută și a creșterii nivelului seric al fibronectinei și vâscozității plasmatice, precum și al nivelului plasmatic scăzut al factorului 1 de creștere de tip insulinic  (IGF-1) și a nivelului seric crescut al factorului de necroza tumorală alfa (TNF-α) 

### Tricocefalul ca agent terapeutic în bolile inflamatorii intestinale
Se pare că infecția cu tricocefalului porcin Trichuris suis viu poate duce la îmbunătățirea bolilor inflamatorii intestinale (boala Crohn și colita ulcero-hemoragică). Ouăle de Trichuris suis au fost utilizate de unii cercetători  ca tratament în aceste boli inflamatorii intestinale.

## Manifestări clinice

### Perioada de incubație
Perioada de incubație la om nu a fost publicată. Ouăle de Trichuris  trichiura apar în fecale la 2-3 luni după ingerarea ouălor.

### Tablou clinic
Există o corelație puternică între severitatea simptomelor și numărul de paraziți care infectează pacientul. 
Se disting trei grade de infestare: 
- infestare redusă: <100 viermi – de obicei asimptomatică
- infestare medie: 100-200 de viermi – simptomatică (tulburări digestive - dureri abdominale, diaree rareori sangvinolentă, vome, flatulență, balonării intestinale, uneori cefalee, astenie, pierdere în greutate, scădere a performanțelor școlare)
- infestare severă: > 200 viermi – sindromul dizenteric tricocefalic clasic (diaree mucosangvinolentă, dureri abdominale, tenesme, pierdere în greutate, cașexie, anemie severă, prolaps rectal)

Conform criteriilor Organizației Mondiale a Sănătății (OMS), infecția cu Trichuris trichiura este considerată ușoară atunci când numărul de ouă găsite pe gram de fecale este între 1-999, medie între 1000-9999, și severă când  este mai mare de 10000. 
În majoritatea cazurilor, infestația este redusă, cu mai puțin de 100 viermi, și rămâne asimptomatică. Ea se traduce uneori prin semne nespecifice cum ar fi tulburări minore ale tranzitului intestinal, dureri abdominale nesistematizate sau localizate la nivelul fosei iliace drepte. Această formă se întâlnește în climatul temperat (Europa).
În infestări medii (moderate) sau în cazul în care numărul de viermi este aproximativ 100-200, pacienții se plâng de tulburări digestive cum ar fi durerile abdominale joase (mai ales în fosa iliacă dreaptă) sau epigastrice, diaree, uneori apoasă, rareori sangvinolentă sau cu o mare cantitate de mucus, greață, vomă, flatulență cu balonării intestinale, constipație. S-ar putea să existe cefalee, astenie și o pierdere în greutate. La copii, se poate observa o anorexie, o diminuare a curbei de creștere sau o scădere a performanțelor școlare. Mai rar survine o agitație neobișnuită  sau chiar convulsii. Aceste cazuri se complică rareori cu anemie și eozinofilie. Această formă se întâlnește în climatul temperat (Europa).
Infestările masive cu câteva sute de viermi în tubul digestiv realizează sindromul dizenteric tricocefalic clasic (Trichuris dysentery syndrome – TDS, în limba engleză), uneori urmat de deces. El survine cel mai frecvent la copii și se manifestă prin diaree profuză muco-sangvinolentă care mimează o colită hemoragică sau o boală Crohn la debut, dureri abdominale, tenesme, hipocratism digital (degete în baghetă de tobă), întârzierea în creștere la copii, pierdere în greutate care poate duce la cașexie, deficiențe nutriționale, malnutriție, anemie severă și uneori prolaps rectal  prin edemul mucoasei rectale. Hipocratismul degetelor mânii (și piciorului), care este o îngroșare ocazională a extremității degetelor, nu este un handicap important, dar indică natura sistemică a efectelor acestei infecții. Alterațiile mucoasei pot facilita o invazie cu protozoare intestinale sau cu bacterii, cum ar fi amibele sau Shigella. Endoscopia rectosigmoidiană poate prezenta un aspect de mucoasă edematoasă cu picături de sânge și numeroși tricocefali înfipți în perete.
Infestările moderate sau severe pot afecta negativ funcția cognitivă și performanțele școlare la copii. 
Alte manifestări. Pot fi observate foarte rar erupții cutanate eritematopapuloase pruriginoase generalizate, leziuni eczematoase și crize de urticarie. A fost raportat un caz de anemie hemolitică cu test Coombs negativ și o hematurie macroscopică asociată cu o infecție masivă cu Trichuris trichiura.

### Complicații
Infecțiile cu tricocefali sunt uneori la originea granuloamelor inflamatorii gigante care iau aspectul unor pseudopolipi ai colonului sau al unei pseudotumori a cecului.
Uneori apare o apendicită acută parazitară, diaree cronică sau prolaps rectal (mai ales la copii). 
Infestările severe pot rareori antrena o ocluzie colică, o perforație intestinală sau o hemoragie digestivă superioară de origine duodenală.
Adesea sunt prezente în același timp infestarea cu tricocefali și ascaride (Ascaris lumbricoides) sau cu anchilostomi (Ancylostoma duodenale), care se manifestă printr-o formă moderată de boală: dureri în epigastru, fosa iliacă dreaptă, vomă, flatulență cu balonării intestinale, anorexie, pierdere în greutate.
În infecția concomitentă cu tricocefali și entamibe (Entamoeba histolytica), balantidii (Balantidium coli) sau shigele (Shigella), tabloul clinic este sever,  manifestându-se prin sindromul dizenteric.

## Diagnosticul

### Diagnosticul parazitologic direct.

#### Evidențierea ouălor.

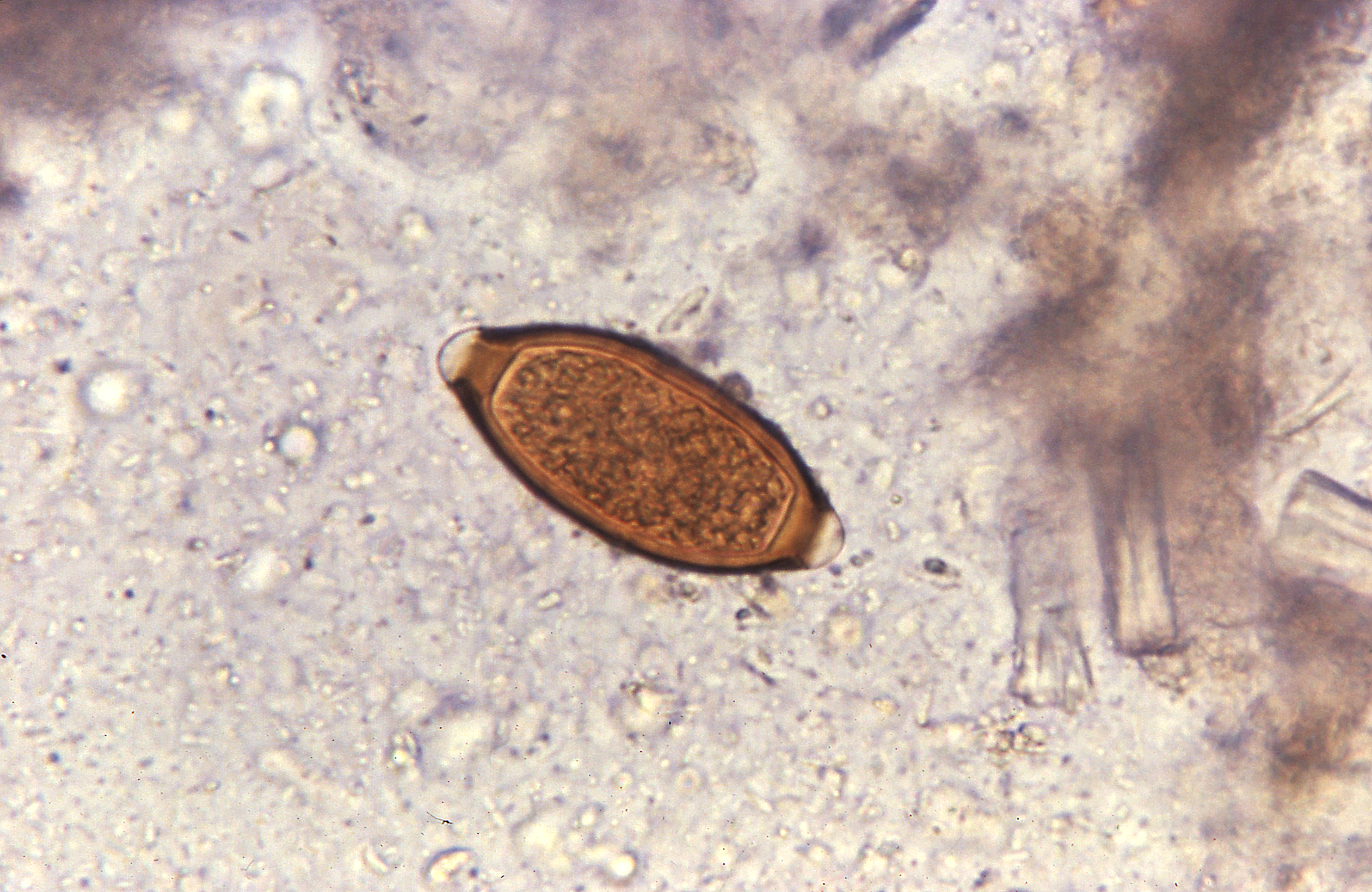
Oul de Trichuris trichiura.

Diagnosticul infecției cu tricocefali este ușor confirmat prin punerea în evidență a ouălor la examenul coproparazitologic al scaunului.  Ouăle au o forma destul de caracteristică: sunt ovoide, de culoare galben-portocaliu, măsoară 50-65 × 23-30 μm, posedă o coajă groasă brună și un dop mucos la cei 2 poli, oferindu-le un aspect de "lămâie". Ele sunt observate la un examen direct sau după diferite tehnici de concentrare utilizate în mod curent. În infecțiile slabe se impune folosirea tehnicilor de concentrare, în special tehnica Kato-Katz.
Numărarea ouălor este importantă pentru a estima nivelul de infestare. Un ou pe un câmp de examen direct corespunde aproximativ la 1000 de oua pe gram de materii fecale, adică la 10-20 viermi adulți în intestin.

#### Evidențierea viermilor adulți.
Viermii adulți fixați pe mucoasa intestinală pot fi observați în timpul unui examen endoscopic al colonului (colonoscopie, sigmoidoscopie) și să fie extrași în același timp.
Prevalența infecției cu Trichuris trichiura, diagnosticată prin punerea în evidență a viermilor adulți în endoscopie, a fost de 0,45% într-un centru spitalicesc din nordul Italiei, cu un total de 9113 colonoscopii efectuate. Viermii adulți pot fi de asemenea găsiți pe suprafața unui prolaps rectal.
În unele cazuri, diagnosticul poate fi stabilit la un examen histologic al pieselor anatomice, mai ales al apendicelui sau mucoasei intestinale. 
Viermii adulți pot fi de asemenea colectați în scaun după un tratament antihelmintic. Tricocefalii sunt expulzați în a 2-6 zi după prima doză de mebendazol sau albendazol.

### Diagnosticul parazitologie indirect.
Nici un test imunologic serologic nu este, până în prezent, suficient de sensibil și specific, pentru a permite un diagnostic pozitiv al tricocefalozei. Persoanele infectate cu Trichuris trichiura prezintă un nivel semnificativ crescut în salivă al IgG  specifice anti-Trichuris trichiura comparativ cu persoanele neinfectate. Acest fapt poate servi ca mijloc de depistare a infecției cu tricocefali prin măsurarea nivelului salivar al IgG anti-Trichuris trichiura.. O hipereozinofilie sanguină moderată a fost observată în faza de invazie, atingând maximumul la a 50-a zi, scăzând apoi la un nivel subnormal.

## Diagnosticul diferențial
Diagnosticul diferențial se face cu:
- anchilostomiaza
- amibiaza
- giardiaza
- apendicita acută
- anemia cronică
- gastroenterite

## Tratamentul
Medicamentele utilizate în prezent sunt extrem de eficiente, bine tolerat și ușor de utilizat. Dacă examenul coproparazitologic efectuat la 3 săptămâni după tratament este pozitiv, trebuie efectuată o a doua cură de tratament.
În tratamentul tricocefalozei sunt folosiți: derivații de benzimidazol (mebendazolul, flubendazolul, albendazolul), ivermectina, nitazoxanida, pirantelul și tribendimidina.
Flubendazolul (Fluvermal®) și mebendazolul (Vermox®) sunt derivați ai imidazolilor cu spectru larg asupra nematozilor, eficienți împotriva viermilor adulți și stadiilor larvare. Se leagă de tubulina nematodului, inhibând astfel polimerizarea tubulinei în microtubuli, constituenți esențiali ai citoscheletului celulelor eucarioților, și inhibă selectiv diviziunea celulară și absorbția glucozei de către nematozi, aceasta duce la utilizarea crescută de glicogen helmintic și privarea viermilor de principala lor sursă de energie, antrenând moartea parazitului.  Flubendazolul și mebendazolul sunt slab absorbiți în tubul digestiv și sunt eliminate în scaun. Cantitate mică absorbită este metabolizată în mare parte de către ficat la compuși inactivi. Toleranța lor clinică și biologică este excelentă în cure scurte. Efectele adverse sunt ușoare și tranzitorii: disconfort gastrointestinal (grețuri, vome, diaree, dureri abdominale), cefalee și amețeli. Contraindicații: nu sunt recomandate în timpul sarcinii și alăptării. Flubendazolul și mebendazolul sunt recomandate în doză de 200 mg/zi timp de 3 zile.
Albendazolul (Zentel®), un derivat al imidazolului, este de asemenea foarte eficient și bine tolerat. Este slab absorbit și își exercită activitatea sa antihelmintică direct în lumenul intestinal. Albendazolul este recomandat de OMS în tratamentul în masă al tricocefalozei în doză unică de un comprimat de 400 mg. Efectele secundare sunt rare: dureri abdominale, diaree, greață, vomă, cefalee, reacții alergice. Contraindicații: femei gravide, în timpul nașterii, în timpul alăptării.
În infestările severe, este necesar să se prelungească tratament antiparazitar (6 zile cu flubendazol sau mebendazol, sau 3 zile cu albendazol) și se repetă 15 zile mai târziu. 
Ivermectina (Stromectol®), un derivat semisintetic al avermectinelor, este o alternativă terapeutică. Acest medicament, întrerupe neurotransmisia indusă de acidul gama-aminobutiric (GABA), induce o paralizie musculară a parazitului, ceea ce duce la moartea lor. Toleranța clinică și biologică a tratamentului cu ivermectină este în general bună. Efectele adverse sunt numeroase, cu toate acestea, ele sunt rare, ușoare și tranzitorii: tulburări gastro-intestinale (greață, constipație, diaree ), tulburări neurologice (amețeală, somnolență, tremor), tulburări biologice (citoliza hepatica, hematurie, eozinofilie), modificări nespecifice electrocardiografice. Administrarea de ivermectină nu este recomandat pentru femeile gravide, femeile care alăptează și la copii cu greutate mai mică de 15 kg. Se recomandă într-o cură de 200 μg pe kg și pe zi timp de 3 zile

## Prevenția
Prevenția generală. Prevenția tricocefalozei este bazată pe lupta împotriva contaminării cu materii fecale:
- evitarea contaminării solului cu fecale prin racordarea la rețeaua de canalizare a toaletelor sau folosirea toaletelor cu fose septice vidanjabile,
- suprimarea îngrășămintelor umane,
- aprovizionarea cu apă potabilă,
- educația sanitară pentru sănătate care să asigure o igienă personală,
- spălarea mâinilor după defecație și înainte de masă,
- spălarea fructelor și legumelor consumate crude,
- prevenția geofagiei.

Prevenția specială. Chimioterapia în masă destinată în primul rând copiilor, care constă în sterilizarea purtătorilor cu mebendazol, administrat oral, în doză de 100 mg, de 2 ori/zi, timp de 3 zile, sau albendazol, administrat oral, în doză unică de 400 mg.